# Astragalus davidii
Astragalus davidii är en ärtväxtart som beskrevs av Adrien René Franchet. Astragalus davidii ingår i släktet vedlar, och familjen ärtväxter. Inga underarter finns listade i Catalogue of Life.